# کنی بورنز
کنی بورنز (انگلیسی: Kenny Burns؛ زادهٔ ۲۳ سپتامبر ۱۹۵۳) بازیکن فوتبال اهل اسکاتلند است.

## باشگاهی
از باشگاه‌هایی که در آن بازی کرده‌است می‌توان به باشگاه فوتبال بیرمنگام سیتی، باشگاه فوتبال نوتس کانتی، باشگاه فوتبال دربی کانتی، باشگاه فوتبال لیدز یونایتد، باشگاه فوتبال الفسبوری، باشگاه فوتبال بارنزلی، باشگاه فوتبال ناتینگهام فارست، باشگاه فوتبال گرنثم تاون، باشگاه فوتبال ایلکستون، باشگاه فوتبال استافورد رانجرز، و باشگاه فوتبال گینزبورو ترینیتی اشاره کرد.

## تیم ملی
وی همچنین در تیم‌های ملی فوتبال Scotland U23 اسکاتلند بازی کرده‌است.